# Libnotes (Afrolimonia) poecila
Libnotes (Afrolimonia) poecila is een tweevleugelige uit de familie steltmuggen (Limoniidae). De soort komt voor in het Afrotropisch gebied.